# 平川町 (横浜市)
平川町（ひらかわちょう）は、神奈川県横浜市神奈川区の町名。丁番を持たない単独町名である。住居表示未実施区域。

## 地理
神奈川区北東部に位置する。北で西神奈川、東で二ツ谷町、南で広台太田町、南西で旭ケ丘、西で二本榎、北西で斎藤分町と隣接する。学校用地及び公園用地が面積の半ばを占め、他は小規模の商店及び住宅が占める。

## 歴史
平川町は1932年（昭和7年）1月1日に神奈川町字二本榎・斎藤分・平尾前・中川の各一部から新設された町である。江戸時代は橘樹郡神奈川町の一部で、1901年（明治34年）4月1日に横浜市に編入、1927年（昭和2年）10月1日に横浜市神奈川区神奈川町とされた。

### 地名の由来
町名は字名の「平尾前」と「中川」から「平」と「川」を一字ずつ採った。
「平尾前」というのは、後北条氏の家臣で、太田道灌から賜った持仏を本尊として東光寺（神奈川区東神奈川2丁目京急東神奈川駅付近）を建立した平尾内膳に因むものである。

### 沿革
- 1932年（昭和7年）1月1日 - 神奈川町字二本榎、斎藤分、平尾前、中川の各一部から新設された[10]。
- 1978年（昭和53年）9月10日 - 西神奈川地区の土地区画整理事業[11]に伴い、平川町の一部を旭ケ丘、西神奈川二丁目、西神奈川三丁目、広台太田町、二ツ谷町へ編入[12]。

## 世帯数と人口
2025年（令和7年）6月30日現在（横浜市発表）の世帯数と人口は以下の通りである。
| 町丁   | 世帯数    | 人口    |
| ------ | --------- | ------- |
| 平川町 | 1,243世帯 | 2,100人 |

### 人口の変遷
国勢調査による人口の推移。
| 年                 | 人口  |
| ------------------ | ----- |
| 1995年（平成7年）  | 1,774 |
| 2000年（平成12年） | 1,660 |
| 2005年（平成17年） | 1,567 |
| 2010年（平成22年） | 1,549 |
| 2015年（平成27年） | 1,762 |
| 2020年（令和2年）  | 2,159 |

### 世帯数の変遷
国勢調査による世帯数の推移。
| 年                 | 世帯数 |
| ------------------ | ------ |
| 1995年（平成7年）  | 841    |
| 2000年（平成12年） | 858    |
| 2005年（平成17年） | 857    |
| 2010年（平成22年） | 904    |
| 2015年（平成27年） | 986    |
| 2020年（令和2年）  | 1,262  |

## 学区
市立小・中学校に通う場合、学区は以下の通りとなる（2024年11月時点）。
| 番地 | 小学校             | 中学校               |
| ---- | ------------------ | -------------------- |
| 全域 | 横浜市立二谷小学校 | 横浜市立栗田谷中学校 |

## 事業所
2021年（令和3年）現在の経済センサス調査による事業所数と従業員数は以下の通りである。
| 町丁   | 事業所数 | 従業員数 |
| ------ | -------- | -------- |
| 平川町 | 78事業所 | 936人    |

### 事業者数の変遷
経済センサスによる事業所数の推移。
| 年                 | 事業者数 |
| ------------------ | -------- |
| 2016年（平成28年） | 63       |
| 2021年（令和3年）  | 78       |

### 従業員数の変遷
経済センサスによる従業員数の推移。
| 年                 | 従業員数 |
| ------------------ | -------- |
| 2016年（平成28年） | 498      |
| 2021年（令和3年）  | 936      |

## 交通

### 鉄道
東急東横線が東側を僅かにかすめるが、駅は設置されていない。隣接する西神奈川及び白楽に跨る東白楽駅が最寄駅となる。

### 道路
神奈川県道12号横浜上麻生線が白楽公園入口交差点付近のごく一部にのみかかっている。

## 施設
- 神奈川県立神奈川工業高等学校
- 神奈川県立神奈川総合高等学校
- 横浜市立二谷小学校
- 平川町公園
  - 平川町公園集会所

## その他

### 日本郵便
- 郵便番号 : 221-0812[3]（集配局：神奈川郵便局[22]）

### 警察
町内の警察の管轄区域は以下の通りである。
| 番・番地等 | 警察署       | 交番・駐在所 |
| ---------- | ------------ | ------------ |
| 全域       | 神奈川警察署 | 西神奈川交番 |